# (4293) Masumi
(4293) Masumi es un asteroide perteneciente al cinturón de asteroides, descubierto el 1 de noviembre de 1989 por Yoshiaki Oshima desde el Observatorio Gekko, Kannami, Japón.

## Designación y nombre
Designado provisionalmente como 1989 VT. Fue nombrado Masumi en honor a la divulgadora japonesa de astronomía Masumi Furukawa.